# La finestra sul cortile (film 1998)
La finestra sul cortile (Rear Window) è un film per la televisione del 1998 diretto da Jeff Bleckner. È un remake dell'omonimo film di Alfred Hitchcock del 1954.

## Trama
L’architetto Jason Park rimane paralizzato su una sedia a rotelle e, per vincere la noia, spia i propri vicini dalla sua finestra.
Una notte Jason sente un urlo dall'appartamento dello scultore Julian Thorpe, da quel giorno in poi mancherà sempre la moglie sostituita da un'altra donna. Park cerca invano di convincere il suo amico poliziotto e la fidanzata Claudia. Ma lo scultore sa della consapevolezza di Jason del delitto e cerca di farlo tacere per sempre.